# Planchonella amieuana
Planchonella amieuana là một loài thực vật có hoa trong họ Hồng xiêm. Loài này được (Guillaumin) Aubrév. miêu tả khoa học đầu tiên năm 1967.